# Avianca Cargo
Avianca Cargo (antes Tampa Cargo - Transportes Aéreos Mercantiles PanAmericanos S.A., denominado avianca cargo desde octubre de 2023) es una aerolínea de carga con base en el Aeropuerto Internacional José María Córdova en Medellín, Colombia. Es una aerolínea exclusivamente de carga que transporta flores desde América Latina a Miami, así como carga general a todo el continente americano.

## Historia
La compañía fue fundada el 11 de marzo de 1973 en Medellín por Luis H. Coulson "El Abuelo" junto con el Capitán Juan Mesa y Aníbal Obando bajo el nombre Transportes Aéreos Mercantiles PanAmericanos (Tampa).
Inició operaciones con un Douglas DC-6 en la ruta entre el Aeropuerto Olaya Herrera de Medellín y el Aeropuerto Internacional El Dorado de Bogotá. En 1979 renueva su flota con la adquisición en leasing de un Boeing 707-320C llegando a operar 5 de estos.
Luego de superar varias crisis por problemas con narcotráfico en uno de sus aviones, en 1988 Tampa decide renovar su flota trayendo 4 DC-8-71F con la más moderna tecnología de su tiempo, incluyendo sistemas de posicionamiento GPS y motores CFM.
Martinair, una línea aérea de los Países Bajos, adquiere el 40% de la propiedad en 1996 y decide cambiar la flota DC-8 por los primeros 4 Boeing 767-200 convertidos a carga por BEDEK bajo el código B767-200SF, todos provenientes de la aerolínea brasileña Varig.
Ya para 2008, Synergy Aerospace adquiere el 100% de la aerolínea y para 2011 comienza su proceso de renovación de flota con la orden de 5 Airbus A330F actualmente en operación y la incorporación de un Boeing 767-300F proveniente de Air Japan. De los A330F, 2 operan bajo la librea de Tampa Cargo y 4 con la de Avianca Cargo.
|  |  |  |
|  |  |  |

## Destinos
Avianca Cargo opera los siguientes destinos programados:
| Países               | Destinos            | Aeropuertos                                       |
| -------------------- | ------------------- | ------------------------------------------------- |
| Argentina            | Buenos Aires        | Aeropuerto Internacional Ministro Pistarini       |
| Brasil               | Campinas            | Aeropuerto Internacional de Campinas              |
| Brasil               | Manaus              | Aeropuerto Internacional Eduardo Gomes            |
| Brasil               | Río de Janeiro      | Aeropuerto Internacional de Galeão                |
| Brasil               | São Paulo           | Aeropuerto Internacional de São Paulo-Guarulhos   |
| Brasil               | Florianópolis       | Aeropuerto Internacional de Florianópolis         |
|                      | Vitória             | Aeropuerto Internacional de Vitória               |
| Chile                | Santiago de Chile   | Aeropuerto Internacional Arturo Merino Benítez    |
| Colombia             | Barranquilla        | Aeropuerto Internacional Ernesto Cortissoz        |
| Colombia             | Bogotá              | Aeropuerto Internacional El Dorado (HUB)          |
| Colombia             | Cali                | Aeropuerto Internacional Alfonso Bonilla Aragón   |
| Colombia             | Medellín            | Aeropuerto Internacional José María Córdova (HUB) |
| Costa Rica           | San José            | Aeropuerto Internacional Juan Santamaría          |
| Ecuador              | Guayaquil           | Aeropuerto Internacional José Joaquín de Olmedo   |
| Ecuador              | Quito               | Aeropuerto Internacional Mariscal Sucre           |
| El Salvador          | San Salvador        | Aeropuerto Internacional de El Salvador           |
| Estados Unidos       | Dallas              | Aeropuerto Internacional de Dallas-Fort Worth     |
| Estados Unidos       | Los Ángeles         | Aeropuerto Internacional de Los Ángeles           |
| Estados Unidos       | Miami               | Aeropuerto Internacional de Miami (HUB)           |
| Guatemala            | Ciudad de Guatemala | Aeropuerto Internacional La Aurora                |
| México               | Ciudad de México    | Aeropuerto Internacional de la Ciudad de México   |
| Panamá               | Ciudad de Panamá    | Aeropuerto Internacional de Tocumen               |
| Paraguay             | Asunción            | Aeropuerto Internacional Silvio Pettirossi        |
| Paraguay             | Ciudad Del Este     | Aeropuerto internacional Guarani                  |
| Perú                 | Lima                | Aeropuerto Internacional Jorge Chávez             |
| República Dominicana | Santo Domingo       | Aeropuerto Internacional Las Américas             |
| Uruguay              | Montevideo          | Aeropuerto Internacional Carrasco                 |

### Antiguos destinos
| Países      | Destinos      | Aeropuertos                                                    |
| ----------- | ------------- | -------------------------------------------------------------- |
| Barbados    | Christ Church | Aeropuerto Internacional Grantley Adams                        |
| Bélgica     | Bruselas      | Aeropuerto de Bruselas                                         |
| Italia      | Milán         | Aeropuerto de Milán-Malpensa (con código compartido)           |
| Perú        | Iquitos       | Aeropuerto Internacional Coronel FAP Francisco Secada Vignetta |
| Puerto Rico | San Juan      | Aeropuerto Internacional Luis Muñoz Marín                      |
| Venezuela   | Caracas       | Aeropuerto Internacional de Maiquetía Simón Bolívar            |
| Venezuela   | Valencia      | Aeropuerto Internacional Arturo Michelena                      |

## Flota
La flota de la aerolínea está compuesta por las siguientes aeronaves:
| Aeronaves          | En servicio | Pedidos | Matrículas                                          | Antigüedad                                          | Notas                                               |
| ------------------ | ----------- | ------- | --------------------------------------------------- | --------------------------------------------------- | --------------------------------------------------- |
| Airbus A330-200F   | 6           | 1       | N342AV                                              | 11,1 años                                           | Por entrar en servicio                              |
| Airbus A330-200F   | 6           | 1       | N331QT                                              | 10,7 años                                           | Opera con librea verde                              |
| Airbus A330-200F   | 6           | 1       | N330QT                                              | 10,8 años                                           | Operan con librea de Avianca Cargo                  |
| Airbus A330-200F   | 6           | 1       | N332QT                                              | 10,3 años                                           | Operan con librea de Avianca Cargo                  |
| Airbus A330-200F   | 6           | 1       | N334QT                                              | 10,1 años                                           | Operan con librea de Avianca Cargo                  |
| Airbus A330-200F   | 6           | 1       | N336QT                                              | 9,6 años                                            | Operan con librea de Avianca Cargo                  |
| Airbus A330-200F   | 6           | 1       | N335QT                                              | 9,4 años                                            | Operan con librea de Avianca Cargo                  |
| Airbus A330-300P2F | 1           | 1       | N338QT                                              | 12,4 años                                           | Opera con la librea verde                           |
| Total              | 7           | 2       | Edad media de la flota (octubre de 2025): 12,3 años | Edad media de la flota (octubre de 2025): 12,3 años | Edad media de la flota (octubre de 2025): 12,3 años |

### Antigua flota
Desde su fundación en 1973, Tampa Cargo operó las siguientes aeronaves, que ya no están en servicio:
| Aeronaves         | Total | Introducido | Retirado | Matrículas                                                                                      |
| ----------------- | ----- | ----------- | -------- | ----------------------------------------------------------------------------------------------- |
| Boeing 707F       | 8     | 1979        | 1999     | N2276X (re-reg. HK-2477X), N432MA, HK-2401-X, HK-3333X, HK-3232X, HK-3030X, HK-3355X y HK-3604X |
| Boeing 767-200ERF | 4     | 2004        | 2014     | N769QT, N770QT, N768QT, N767QT                                                                  |
| Boeing 767-300F   | 1     | 2011        | 2015     | N771QT                                                                                          |
| Canadair CL-44    | 1     | 1985        | 1986     | HK-3148-X                                                                                       |
| Douglas DC-3      | 1     | 1984        | 1987     | CP-733                                                                                          |
| Douglas DC-6F     | 2     | 1970        | 1994     | HK-1276 (re-reg. HK-1276W) y HK-1776                                                            |
| Douglas DC-8F     | 7     | 1992        | 2007     | N55FB, HK-3786X, HK-4176X, HK-4277, HK-4294X, HK-3490X y HK-3785X                               |

## Incidentes y accidentes
- En la tarde del 14 de diciembre de 1983, se ocurrió el Accidente del Boeing 707 de TAMPA Colombia en 1983, un Boeing 707-321C se estrelló al lado del Aeropuerto Olaya Herrera luego de despegar de Medellín. La causa del accidente fue la falla de los motores 3 y 4 durante el ascenso inicial. Murieron los tres tripulantes a bordo más 22 en tierra. El registro del avión era HK-2401X[4]